# Hedersbrandchef
Hedersbrandchef eller hedersbrandkapten är en titel som brandkåren i en stad kan förläna en celebritet för att därmed också själv få positiv publicitet. Traditionen har starkast fäste i USA men förekommer också i andra länder. När den svenske löparen Gunder Hägg tävlade i USA i början av 1940-talet utsågs han till hedersbrandchef i åtta amerikanska städer, bland annat i New York där fick han titeln av borgmästare Fiorello La Guardia. En bidragande orsak kan ha varit att Hägg arbetat som brandman i Sverige. Även gymnastikpedagogen Maja Carlquist fick hederstiteln när hon och Sofiaflickorna besökte staden Rockford i USA 1951. I Sverige har Malmö genom åren utsett många hedersbrandchefer och i Kisa fick ”Let’s Dance”-vinnaren Magnus Samuelsson titeln 2009.

## Hedersbrandchefer i Malmö
1948 föreslog brandchefen Sven Sönnerberg i Malmö att brandkåren skulle börja utse hedersbrandchefer. Han ville därmed skapa positiv publicitet för Malmö brandkår. I media har de utsedda oftast kallats hedersbrandchef men ibland hedersbrandkapten.
- 1948 – Henry Ford II, koncernchef för fordonstillverkaren Ford, besökte Sverige och Malmö passade på att utse honom till hedersbrandchef. Brandkåren var en trogen kund hos Ford.[1]
- 1964 – Arthur Fiedler, amerikansk dirigent och ledare för orkestern Boston Pops[1]. Fiedler är kanske den som blivit hedersbrandman på flest platser, 270 städer[6].
- 1964 – Jurij Gagarin, kosmonaut och första människan i rymden.[1][7]
- 1965 – Louis Armstrong, jazzmusiker.[1]
- 1969 – Lars Skiöld, operativt ansvarig för Sveriges övergång till högertrafik 1967.[1]
- 1972 – Gerry Rooth, chefredaktör för den svenskamerikanska tidningen Nordstjernan Svea i New York. Årets svenskamerikan 1972.[1]
- 1977 – Kung Carl XVI Gustaf.[1]
- 1977 – Drottning Silvia.[1]
- 1982 – Björn Borg, tennisspelare.[1]
- 1986 – Jan Malmsjö, skådespelare.[8]
- 1996 – Eva Rydberg, skådespelare.[9]
- 1999 – Marianne Mörck, sångare och skådespelare.[10]
- 2005 – Zlatan Ibrahimović, fotbollsspelare.[11]